# Jumper (peça de vestir)

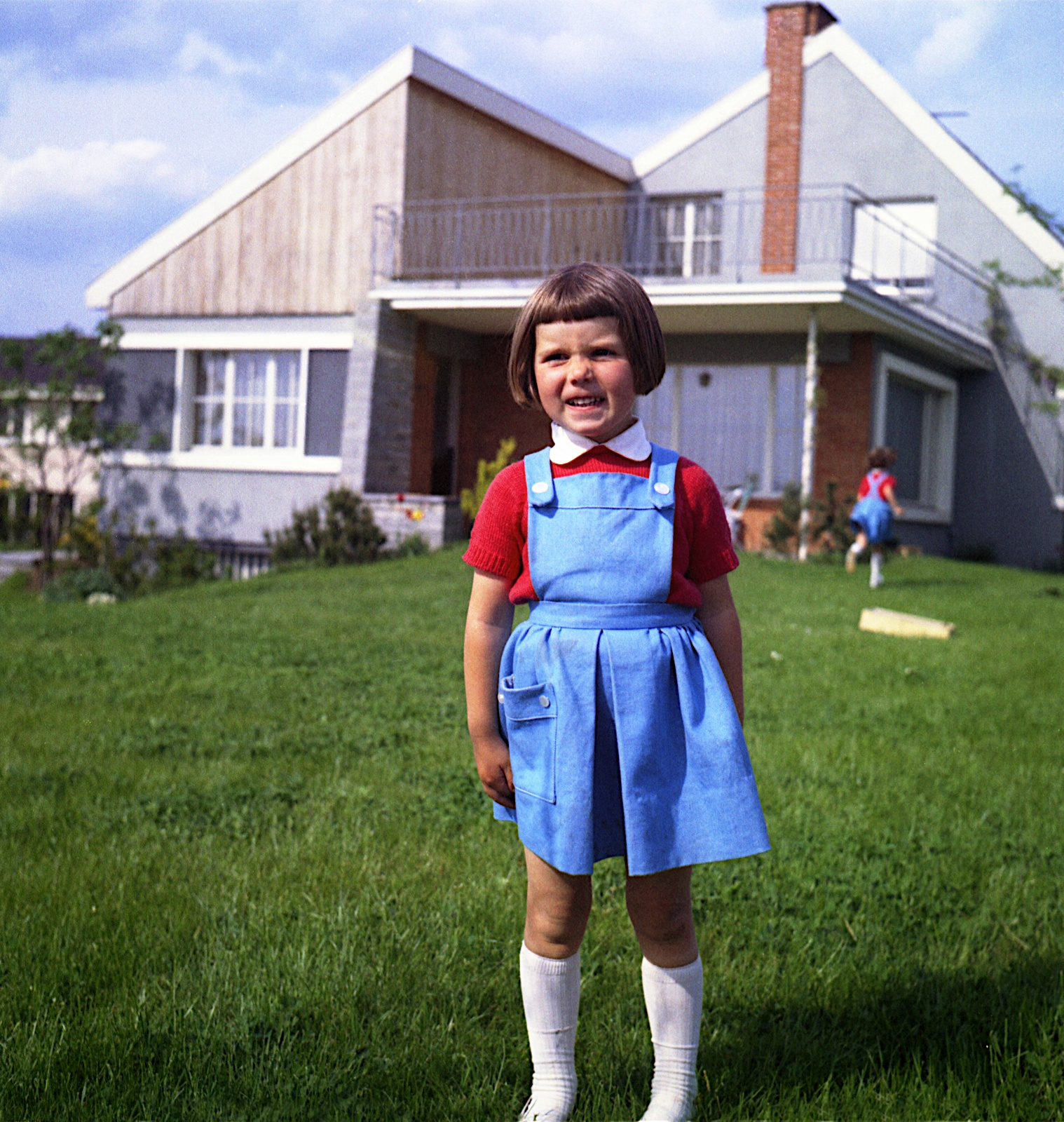
Nena amb jumper, 1965

Una faldeta amb pitral o jumper (en anglès) és una peça de vestir, que es compon d'una faldeta o pantalons curts amb pitrera i xarpes. És una evolució del pantaló granota.
És usat en general per dones adolescents en l'actualitat. A països com Argentina, Perú, Xile, Colòmbia, Mèxic, Panamà, Paraguai, Veneçuela i a Tarija (Bolívia), és usat habitualment com a uniforme escolar junt sobre una camisa o camiseta de coll tipus polo de màniga curta amb 2 o 3 botons; sol veure's com la combinació d'una guardapit i faldeta en una sola peça, puix que és pegat i s'ajusta amb un botó o tancament als costats, amb el mateix propòsit ho va ser també a l'Uruguai, en els instituts d'ensenyament secundari, fins a mitjan anys 1980 i ho és actualment a Mèxic en instituts d'educació particulars, sense importar el nivell escolar.